# Indabracon trimaculatus
Indabracon trimaculatus är en stekelart som först beskrevs av Cameron 1900.  Indabracon trimaculatus ingår i släktet Indabracon och familjen bracksteklar. Inga underarter finns listade i Catalogue of Life.